# Théo Zidane
Théo Zidane Fernández (Marsella, 18 de marzo de 2002) es un futbolista franco-español que juega como centrocampista en el Córdoba Club de Fútbol de la Segunda División Española, segunda categoría del fútbol de España.
Hijo de Véronique Fernández y del exfutbolista Zinedine Zidane, posee la doble nacionalidad ya que su madre es de origen español, es hermano de los también jugadores Luca, Enzo y Élyaz. Los cuatro hermanos fueron alumnos del Liceo Francés de Madrid.

## Trayectoria
Nacido en Marsella, es un jugador formado en la cantera del CD Canillas, hasta que en 2010 ingresó en La Fábrica del Real Madrid Club de Fútbol para formar parte del cadete "B". Théo iría quemando etapas en el conjunto blanco y en la temporada 2019-20 formaría parte del juvenil "A" del conjunto blanco, con el que lograría el título de la Liga Juvenil de la UEFA 2019-20.
El 18 de octubre de 2020, debuta con el Real Madrid Castilla Club de Fútbol en la Segunda División B de España en un encuentro frente a Las Rozas CF.
En las siguientes temporadas se afianzaría en las filas del Real Madrid Castilla Club de Fútbol en la Primera Federación.
El 11 de julio de 2024, firma por el Córdoba Club de Fútbol de la Segunda División española.

## Clubes
| Club                 | País   | Año          | Partidos | Goles |
| -------------------- | ------ | ------------ | -------- | ----- |
| Real Madrid Castilla | España | 2021-2022    | 22       | 0     |
| Real Madrid Castilla | España | 2022-2023    | 32       | 1     |
| Real Madrid Castilla | España | 2023-2024    | 37       | 2     |
| Córdoba C.F.         | España | 2024- Actual | 37       | 5     |

## Selección nacional

### Categorías inferiores
Théo es internacional con la selección de fútbol sub-16 de Francia, sub-17 y sub-20.

## Palmarés

### Campeonatos internacionales
| Título                    | Club              | Sede  | Año     |
| ------------------------- | ----------------- | ----- | ------- |
| Liga de Campeones juvenil | Real Madrid C. F. | Suiza | 2019-20 |